# Sul da Alemanha

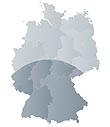
Região do sul da Alemanha

O Sul da Alemanha (em alemão:  Süddeutschland) é a região que abrange o sul da Alemanha. Essa região não tem fronteiras naturais específicas, sendo incluído como as suas partes constituintes os estados da Baviera e de Bade-Vurtemberga. Historicamente, corresponde aos ducados da Suábia e da Baviera.
O Sarre e as partes ao sul do Hesse e da Renânia-Palatinado também são incluídas frequentemente como pertencentes à região, correspondentes ao histórico ducado da Francônia.